# علاة الداعري (يافع)

تعديل مصدري - تعديل

علاة الداعري هي إحدى قرى عزلة لبعوس بمديرية يافع التابعة لمحافظة لحج، بلغ تعداد سكانها 195 نسمة حسب تعداد اليمن لعام 2004.